# Johan Ernst Gunnerus

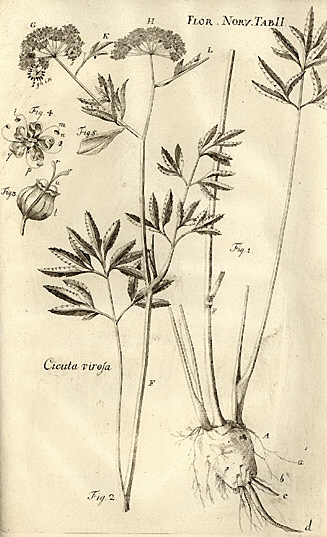
Cicuta virosa (Flora Norvegica)

Johan Ernst Gunnerus (26. února 1718 Christiania – 23. září 1773 Kristiansund) byl norský biskup, botanik, ornitolog, mykolog a zoolog.

## Životopis
Gunnerus byl syn městského lékaře Rasmuse Gunnera. V období 1737 až 1740 studoval na univerzitě v Kodani, kde získal bakalářský titul. V roce 1742 obdržel královské stipendium a odcestoval do Německa, kde studoval na univerzitách v Hallu a Jeně - zde nakonec dosáhl magisterského titulu.
V roce 1758 byl jmenován biskupem Nidaru, evangelicko-luteránské norské státní církve se sídlem v Trondheimu (Nidarosdom), a profesorem teologie na kodaňské univerzitě. Spolu s historiky Schøningem a Suhmem založil v roce 1760 akademickou společnost Det Trondhiemske Selskab. Společnost získala v roce 1767 jméno Det Kongelige Norske Videnskabers Selskab.
Gunnerus zemřel při vizitaci v Kristiansundu.

## Dílo
Gunnerus byl prvním vědcem, který tvrdil, že polární záři způsobuje Slunce.
Jeho hlavním botanickým dílem je Flora Norvegica (1766–1772).
Popsal řadu živočichů, včetně žraloka velikého (1765) a ve svých poznámkách k Leemově Beskrivelse over Finmarkens lapper v roce 1767 vodouše šedého.
Carl von Linné po něm pojmenoval rod Gunnera z čeledi Gunneraceae.

## Publikace (výběr)
- Hans opvækkelige Hyrdebrev til det velærværdige, høj- og vellærde Præsteskab i Tronhjems Stift. J. C. Winding, Trondheim 1758 (Faksimile: Trondheim 1997, ISBN 82-7113-075-7
- De modis adquirendi ius in re et praesertim dominium secundum principia iuris naturalis. Croeker, Jena 1747 (dizertace)
- Tractatus Philosophicus De Libertate Scientifice Adornatus, Cuno, Jena 1747
- Beweis von der Wirklichkeit und Einigkeit Gottes aus der Vernunft, Jena 1748
- Beurtheilung des Beweises der vorherbestimmten Übereinstimmung, Jena a Lipsko 1748
- Dissertatio philosophica, in qua demonstratur praescriptionem non esse iuris naturalis. Schill, Jena 1749
- Vollständige Erklärung des Natur- und Völkerrechts. Nach denen beliebten Grundsätzen des Herrn Hofrath Darjes. In Acht Theilen..., Cröcker, Jena 1752
- Unvolkommene Glückseligkeit dieses Lebens. Jena 1753
- Dissertatio philosophica continens caussam Dei, vulgo theodiceam, ratione originis et permissionis mali in mundo habita, Marggraf, Jena 1754
- Institvtiones Theologiae Dogmaticae. Methodo, Uti Dicitur, Systematica, Inter Alia, Ad Vetustiores Theologos Felicius Intelligendos Conscriptae, Hartungius, Jena 1755
- Ars heuristica intellectualis usibus auditorii adcommodata. Mumme, Lipsko 1756
- Institutiones metaphysicae. Scholis academicis potissimum adcommodatae. Wentzel, Kodaň a Lipsko 1757
- Betragtninger over Sielens Udødelighed. Pelt, Kodaň 1761
- Flora Norvegica. Observationibus presertim oeconomicis panosque norvegici locupletata. Vingind, Trondheim 1766–1772 (deutsch: Die Flora Norwegens)
- Anmerkungen zu Knud Leem: Beskrivelse over Finmarkens lapper. Deres tungemaal, levemaade og forrige afgudsdyrkelse, oplyst ved mange kaabberstykker. Salikath, Kodaň 1767
- Briefwechsel mit Carl von Linné (Ausgabe: Brevveksling 1761-1772, Leiv Amundsen. Universitetsforlag, Trondheim, ISBN 82-00-23078-3)